# Премія YUNA за найкращий естрадний хіт
Премія «YUNA» за найкращий естрадний хіт — щорічна українська щорічна національна професійна музична премія, заснована у 2011 році. Премія за найкращий естрадний хіт вручається, починаючи із восьмої церемонії, на якій вшановувалися досягнення у музиці за 2018 рік. Крім неї, з цього року почали вручати дві інші жанрові нагороди: за найкращий електронний та хіп-хоп хіти.. 
Лідером за кількістю номінацій у цій категорії є Олег Винник (вісім номінацій).

## 2019-2022

### 2019
- NK — «Тримай»
  - Оля Полякова — «Мама»
  - Олег Винник та Потап — «Найкращий день»
  - Олег Винник — «Як жити без тебе»
  - Ірина Білик — «Не ховай очей»

### 2020
- Оля Полякова — «Любовница»
  - Павло Зібров — «Вуса-бренд»
  - Володимир Дорош — «Де ти є»
  - Олег Винник — «Роксолана»
  - Олег Винник — «Наталя-Наталі»
  - Ірина Федишин — «Хочу на Мальдіви»

### 2021
- Олег Кензов — «По кайфу»
  - Олег Винник — «Безумная любовь»
  - DZIDZIO та Оля Цибульська — «Киця»
  - Ірина Білик — «Красная помада»
  - ПТП, Олег Винник, Оля Полякова — «Свят! Свят! Свят!»

### 2022
- Ірина Білик — «Не стримуй погляд»
  - СолоХа — «Ваша мати»
  - Олег Винник & Еліна Іващенко — «Діаманти»
  - DZIDZIO — «Зимова казка»
  - Олег Винник, ПТП, Надія Мейхер, Юрій Горбунов, Positiff — «На щастя»